# Rhabdodermania laticauda
Rhabdodermania laticauda är en rundmaskart. Rhabdodermania laticauda ingår i släktet Rhabdodemania, och familjen Rhabdodemaniidae. Arten är reproducerande i Sverige.